# Charles Louis Maucourt
Charles Louis Maucourt (geboren 1760 in Braunschweig; gestorben um oder vor 1829 ebenda) war ein deutscher Musiklehrer, Violinist, Komponist und Kapellmeister der Braunschweiger Hofkapelle, der von französischen Migranten abstammte.

## Leben
Maucourt war der Sohn des Malers Charles Maucourt, der als sogenannter „Refugee“, als Anhänger des protestantischen Glaubens, nach Deutschland geflohen war und sich in Braunschweig niedergelassen hatte. Hier erhielt der Junge eine musikalische Ausbildung bei Carl August Pesch, der ihn im Violinspiel unterrichtete. Andere Quellen geben an, dass Maucourt in Paris geboren wurde und von seinem Vater unterrichtet wurde, der ein Musiker und kein Maler gewesen sein soll. Er war bereits 1780 im Alter von 20 Jahren als Virtuose auf diesem Instrument in Deutschland bekannt. Das Komponieren erlernte er autodidaktisch. Nachdem er einige Duos und Trios für Violine herausgegeben hatte, reiste er durch Deutschland. In Braunschweig wurde er 1784 zunächst als Hofmusikus angestellt und stieg bald zum herzoglichen Konzertmeister auf. Als solcher schuf er Konzerte, Sonaten und Solos für Violine, die zumeist bei Johann André in Offenbach gedruckt wurden. Nach der Auflösung des Heiligen Römischen Reichs Deutscher Nation im Jahre 1806 wurde er in den Ruhestand versetzt. Da die Pension nicht ausreichte, seinen Lebensunterhalt zu bestreiten, und auch die Schüler ausblieben, nahm er 1810 eine Stellung als Musiker in der königlichen Kapelle Jérôme Bonapartes in Kassel an. Diese Anstellung war nicht dauerhaft, so dass er 1813 nach Braunschweig zurückkehrte. Aus Altersgründen bekam er keine Anstellung in der neu gegründeten Kapelle und gab stattdessen Unterricht und komponierte 1812 bis 1813 weitere Stücke, darunter ein Streichquartett und ein Violintrio. Zu seinen bekannten Schülern gehörten Joachim Nicolas Eggert und Louis Spohr.

## Werke (Auswahl)
- Six Sonates en trio pour deux violons et une basse. (um 1746, gallica.bnf.fr)
- Concert pour un Violon principal accompagné de deux Clarinettes, deux Fluttes et deux Cors de Chaße deux Violons, Alte et Baße.
- Concert pour le violon accompagné de plusieurs instrumens : oeuvre III. Braunschweig (mit Widmung: « à son Excellence Monsieur le Comte de Westphalen Grand Croix de l’Ordre de St. Joseph et Ministre d’Etat de S.M. l’Empereur. »)
- Trio Brilliant pour violon, alto & violoncelle. Johann André, Offenbach s/M (Musikalische Partitur Nr. 2963, um 1810/11, archive.org, reader.digitale-sammlungen.de).